# Kryterium podejmowania decyzji
Kryterium podejmowania decyzji – pojęcie z zakresu teorii decyzji, oznaczające strategię w wyborze decyzji optymalnej ze zbioru decyzji dopuszczalnych. Najczęściej stosowane kryteria to:
- kryterium Hurwicza
- kryterium Walda (maksyminowe)
- kryterium Savage’a (minimaksowe)
- kryterium Laplace’a